# Rainbow (альбом Аюми Хамасаки)
Rainbow (рус. Радуга) — студийный альбом Аюми Хамасаки, изданный 18 декабря 2002 года. Альбом поднялся на первую строчку в чарте Oricon.

## Об альбоме
Это первый альбом, в котором есть лирика на английском языке. Также, это последний альбом, в котором большая часть песен была написана самой Аюми под псевдонимом CREA. Заглавная песня «RAINBOW» не входит в альбом. В раннем издании она была записана под номером 00, а карточка с кодом давала доступ к сайту, на котором можно было послушать трек продолжительностью 45 секунд и оставить ключевые слова, впечатления и идеи, которые Аю могла бы использовать в тексте полной песни. В рекламе альбома была информация, что «RAINBOW» станет первым синглом в 2003 году, но вместо этого, песня была выпущена как новый оригинальный трек в сборнике баллад A BALLADS. 	В «independent+» «+» означает скрытый трек. Его официальное название и автор музыки не известны. Фотографию для обложки сделал Leslie Kee.

Памфлет, который продавался на концерте Limited TA Live tour, включал DVD. На нём показана Аю в процессе работы над текстом и записью песни «RAINBOW».

9 июля 2003 альбом был переиздан на DVD-Audio и включал песню «RAINBOW» в объемном формате звука 5.1.

### Список композиций
Все тексты написаны Аюми Хамасаки.
| №   | Название             | Музыка                               | Аранжировка                                            | Длительность |
| --- | -------------------- | ------------------------------------ | ------------------------------------------------------ | ------------ |
| 1.  | «everlasting dream»  | CMJK                                 | CMJK                                                   | 1:33         |
| 2.  | «WE WISH»            | D・A・I                              | HΛL (Toshiharu Umesaki, Takehito Shimizu, Yuta Nakano) | 5:10         |
| 3.  | «Real me»            | D・A・I                              | CMJK                                                   | 5:26         |
| 4.  | «Free & Easy»        | CREA + D・A・I                       | HΛL                                                    | 5:00         |
| 5.  | «Heartplace»         | CREA                                 | tasuku                                                 | 6:06         |
| 6.  | «Over»               | CMJK                                 | Toshiharu Umesaki, Atsushi Sato                        | 5:05         |
| 7.  | «HANABI»             | CREA + D・A・I                       | CMJK                                                   | 4:56         |
| 8.  | «taskinillusion»     | tasuku                               | tasuku                                                 | 1:20         |
| 9.  | «everywhere nowhere» | pop                                  | CMJK                                                   | 4:35         |
| 10. | «July 1st»           | CREA + D・A・I                       | tasuku                                                 | 4:22         |
| 11. | «Dolls»              | CREA                                 | HΛL (Toshiharu Umesaki, Takehito Shimizu, Yuta Nakano) | 5:56         |
| 12. | «neverending dream»  | HΛL (Toshiharu Umesaki, Yuta Nakano) | HΛL (Toshiharu Umesaki, Yuta Nakano)                   | 1:35         |
| 13. | «Voyage»             | CREA + D・A・I                       | Ken Shima                                              | 5:08         |
| 14. | «Close to you»       | CREA                                 | Seiji Kameda                                           | 5:47         |
| 15. | «independent+»       | CREA + D・A・I                       | tasuku                                                 | 9:53         |

### Позиции в чарте «Орикон»
- Продажи в первую неделю: 1 016 482
- Общее число проданных копий: 1 858 821 (Япония), из которых 951 приходится на DVD версию.
- Пиковая позиция Oricon Weekly Albums Chart: 1
- Пиковая позиция Oricon Yearly Albums Chart: 2